# Кубок М'янми з футболу 2016
Кубок М'янми з футболу 2016 — 6-й розіграш кубкового футбольного турніру у М'янмі. Титул володаря кубка вперше здобув Магуе.

## Календар
| Раунд        | Дата                          | Матчі | Клуби   |
| ------------ | ----------------------------- | ----- | ------- |
| Перший раунд | 18-20 травня 2016             | 8     | 24 → 16 |
| 1/8 фіналу   | 15 червня - 6 липня 2016      | 8     | 16 → 8  |
| 1/4 фіналу   | 13-20 липня 2016              | 4     | 8 → 4   |
| 1/2 фіналу   | 30-31 липня/10-11 серпня 2016 | 4     | 4 → 2   |
| Фінал        | 17 серпня 2016                | 1     | 2 → 1   |

## 1/8 фіналу
| Команда 1          | Рахунок | Команда 2                  |
| ------------------ | ------- | -------------------------- |
| 15 червня 2016     |         |                            |
| Янгон Юнайтед      | 1:0     | Махар Юнайтед (2)          |
| Хантавадді Юнайтед | 2:1     | Маном'є (2)                |
| 22 червня 2016     |         |                            |
| Зеяшвем'є          | 1:2     | М'яваді (2)                |
| Шан Юнайтед        | 3:1     | Найп'їдо (2)               |
| 29 червня 2016     |         |                            |
| Яданарбоун         | 4:1     | Горизон                    |
| Магуе              | 2:1     | Чин Юнайтед                |
| 6 липня 2016       |         |                            |
| Звегабін Юнайтед   | 3:0     | Саутерн М'янма Юнайтед (2) |
| Аєяваді Юнайтед    | 0:1     | Ракайн Юнайтед             |

## 1/4 фіналу
| Команда 1        | Рахунок | Команда 2          |
| ---------------- | ------- | ------------------ |
| 13 липня 2016    |         |                    |
| Янгон Юнайтед    | 3:0     | Хантавадді Юнайтед |
| Яданарбоун       | 3:1     | М'яваді (2)        |
| 20 липня 2016    |         |                    |
| Шан Юнайтед      | 0:1     | Магуе              |
| Звегабін Юнайтед | 4:1     | Ракайн Юнайтед     |

## 1/2 фіналу
| Команда 1               | Заг. | Команда 2        | 1-й матч | 2-й матч |
| ----------------------- | ---- | ---------------- | -------- | -------- |
| 30 липня/10 серпня 2016 |      |                  |          |          |
| Янгон Юнайтед           | 3:2  | Яданарбоун       | 1:1      | 2:1      |
| 31 липня/11 серпня 2016 |      |                  |          |          |
| Магуе                   | 3:2  | Звегабін Юнайтед | 2:0      | 1:2      |

## Фінал
| 17 серпня 2016 11:30 (EEST) |

| Янгон Юнайтед    | 1:2      | Магуе                            |
| ---------------- | -------- | -------------------------------- |
| Зау Мін Тунь 40' | Протокол | Майкл Фалькон 69' Сілла Секу 75' |

| Аун Сан, Янгон Глядачів: 11 000 Арбітр: Мр.Ксайпасеут Пхонсаніт |